# Warwick School

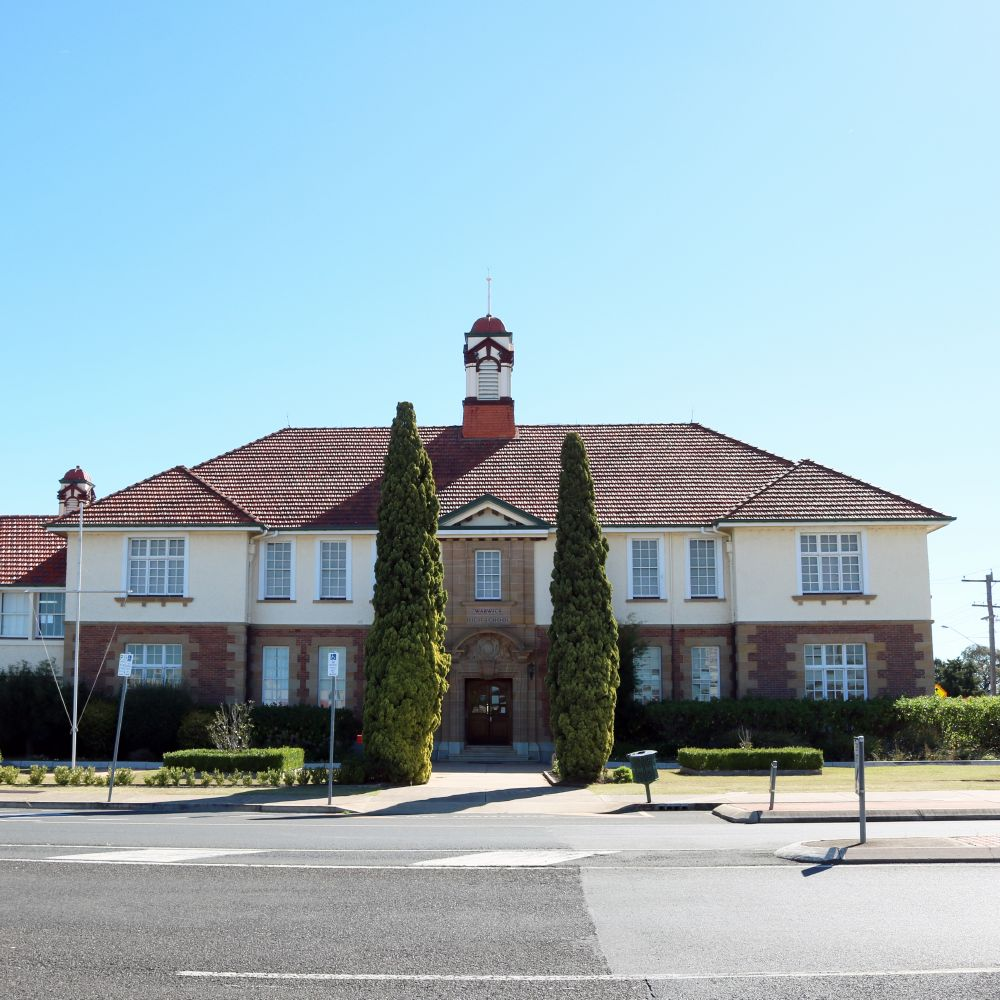

Warwick School es una institución independiente dedicada a la educación de hombres y es conocida por ser una de las tres escuelas más antiguas de Inglaterra aún en funcionamiento. Aunque la fecha exacta de su fundación es desconocida, se cree que pudo haber sido alrededor del año 914.
A lo largo de los siglos, la escuela ha estado rodeada de leyendas. Una de ellas sugiere que fue el escenario de la coronación del Rey Eduardo el Confesor, aunque no existe evidencia directa de este hecho. Sin embargo, se tiene certeza de que el rey Enrique VIII refundó la escuela en 1545.
Desde 1879, la escuela se ha ubicado en su localización actual, al sur del río Avon. Warwick School forma parte del conjunto de instituciones educativas históricas de Warwick, que ahora incluye también la Warwick Preparatory School, una escuela para mujeres. Además, en Warwick existen otras escuelas secundarias, como Myton School y Aylesford School, ambas públicas y mixtas.